# Rajdowe Mistrzostwa Europy 1956

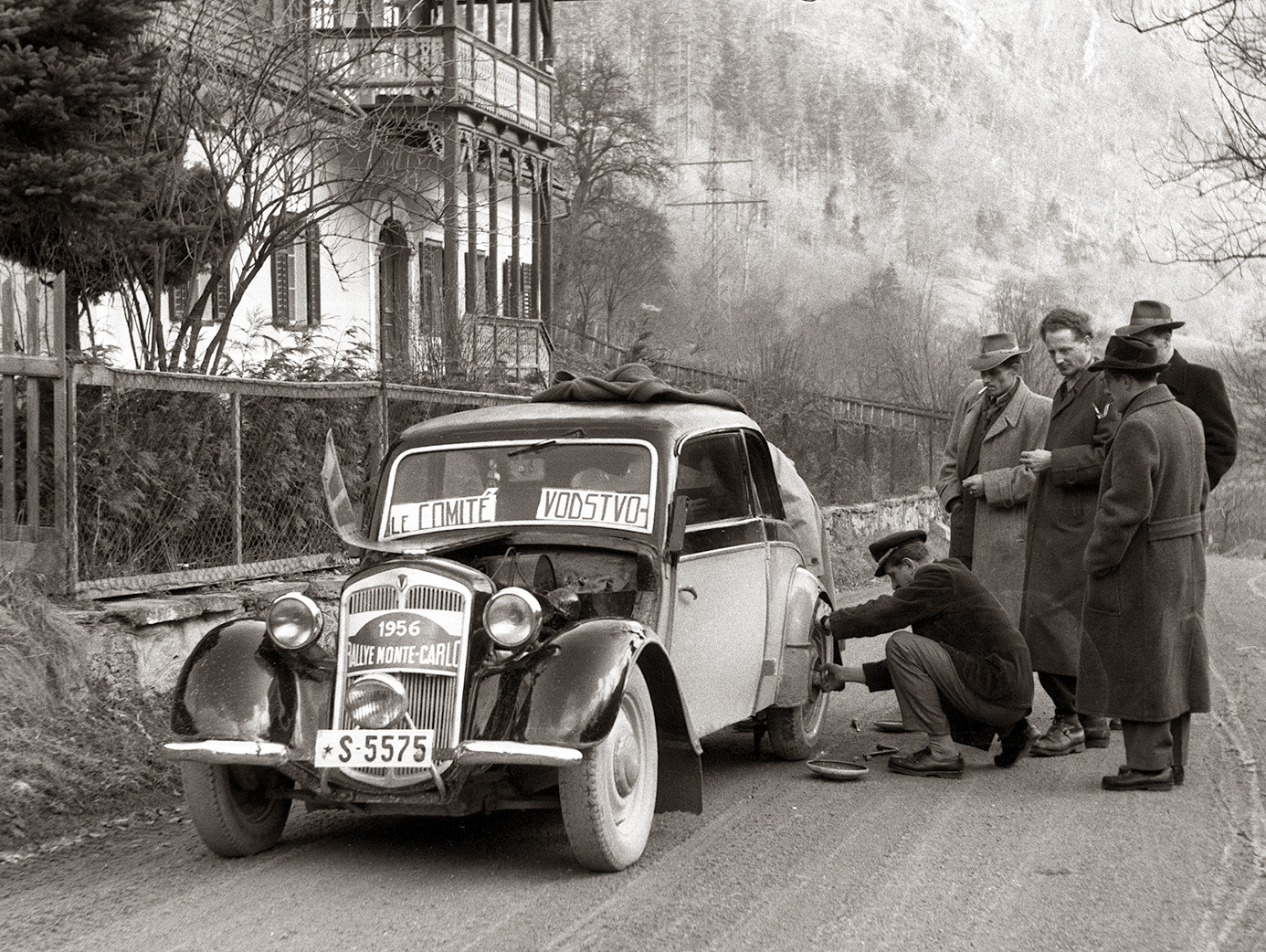
29. Rallye Automobile de Monte-Carlo

Sezon Rajdowych Mistrzostw Europy 1956 był 4 sezonem Rajdowych Mistrzostw Europy (FIA European Rally Championship). Składał 13 rajdów, rozgrywanych w Europie.

## Kalendarz[1]
| Runda | Data                   | Nazwa rajdu                                 | Zwycięzca          | Wyniki |
| ----- | ---------------------- | ------------------------------------------- | ------------------ | ------ |
| 1     | 16-23 stycznia         | 29. Rallye Automobile de Monte-Carlo        | Ronnie J. Adams    | Wyniki |
| 2     | 24-28 lutego           | 7. Automobilistico Int. del Sestriere       | Walter Schock      | Wyniki |
| 3     | 6-10 marca             | 6. RAC international Rally of Great Britain | Lyndon Sims        | Wyniki |
| 4     | 26-29 kwietnia         | 4. Rajd Akropolu                            | Walter Schock      | Wyniki |
| 5     | 6-12 maja              | 8. Internationale Tulpenrallye              | Raymond Brookes    | Wyniki |
| 6     | 25-27 maja             | 25. Rallye International de Geneve          | Michel Grosgogeat  | Wyniki |
| 7     | 29 maja-3 czerwca      | 7. Svenska Rallyt till Midnattssolen        | Harry Bengtsson    | Wyniki |
| 8     | 20-24 czerwca          | 18. Internationale Rallye Wiesbaden         | Bernd Jonsson      | Wyniki |
| 9     | 6-13 lipca             | 18. Rallye International des Alpes          | Michel Collange    | Wyniki |
| 10    | 29 sierpnia-2 września | 15. Liège-Rome-Liège                        | Willy Mairesse     | Wyniki |
| 11    | 14-17 września         | 6. Viking Rally                             | Carl-Magnus Skogh  | Wyniki |
| 12    | 26-29 września         | 5. Rallye Adriatique                        | Paul Ernst Strähle | Wyniki |
| 13    | 1-4 listopada          | 1. Rallye Automovilista Iberico             | Fernando Stock     | Wyniki |

## Klasyfikacja kierowców[1]
| Msc. | Kierowca           | MCO | ITA | GBR | GRE | NLD | CHE | SWE | GER | FRA | BEL | NOR | JUG | ESP | Punkty |
| ---- | ------------------ | --- | --- | --- | --- | --- | --- | --- | --- | --- | --- | --- | --- | --- | ------ |
| 1    | Walter Schock      | 2   | 1   |     | 1   |     | 11  |     | 9   |     |     |     | 4   |     | 39.0   |
| 2    | Paul Ernst Strähle |     | 4   |     |     |     |     |     |     | 6   | 6   |     | 1   | 6   | 34.0   |
| 3    | Claude Storez      |     |     |     |     |     |     |     |     |     |     |     |     |     | 19.0   |

| Kolor     | Opis                   |
| --------- | ---------------------- |
| Złoty     | Zwycięzca              |
| Srebrny   | 2. miejsce             |
| Brązowy   | 3. miejsce             |
| Zielony   | Punktowane miejsce     |
| Niebieski | Ukończył nie punktował |
| Fioletowy | Nie ukończył NU        |
| Czarny    | Wykluczony X           |
| Biały     | Nie wystartował NW     |
| Puste     | Nie brał udziału       |

| Msc. | Kierowca           | MCO | ITA | GBR | GRE | NLD | CHE | SWE | GER | FRA | BEL | NOR | JUG | ESP | Punkty |
| ---- | ------------------ | --- | --- | --- | --- | --- | --- | --- | --- | --- | --- | --- | --- | --- | ------ |
| 1    | Walter Schock      | 2   | 1   |     | 1   |     | 11  |     | 9   |     |     |     | 4   |     | 39.0   |
| 2    | Paul Ernst Strähle |     | 4   |     |     |     |     |     |     | 6   | 6   |     | 1   | 6   | 34.0   |
| 3    | Claude Storez      |     |     |     |     |     |     |     |     |     |     |     |     |     | 19.0   |

| Kolor     | Opis                   |
| --------- | ---------------------- |
| Złoty     | Zwycięzca              |
| Srebrny   | 2. miejsce             |
| Brązowy   | 3. miejsce             |
| Zielony   | Punktowane miejsce     |
| Niebieski | Ukończył nie punktował |
| Fioletowy | Nie ukończył NU        |
| Czarny    | Wykluczony X           |
| Biały     | Nie wystartował NW     |
| Puste     | Nie brał udziału       |